# Hamlet (film 2000)
Hamlet è un film del 2000 diretto da Campbell Scott e Eric Simonson.